# Меховские анналы
Меховские анналы лат. Annales Mechovienses, пол. Rocznik miechowski — составленные на латинском языке исторические записки монастыря Ордена Гроба Господня (не путать с рыцарским орденом Святого Гроба Господнего Иерусалимского) в Мехове. Составлены на основе несохранившихся в самостоятельном виде краковских анналов (близких Кратким краковским анналам) и местных меховских припоминаний и наблюдений. Сохранились в рукописи XIV—XV вв. В сохранившейся части охватывают период с 947 по 1434 гг., после чего обрываются на середине фразы. Содержат сведения главным образом по истории Меховского монастыря, иногда — в контексте общепольской истории.

## Издания
- Annales Mechovienses / ed. W. Arndt, R. Roepell // MGH SS. T. XIX. Hannover, 1866, p. 666—677[2].

- Annales Mechovienses / Ed. W. Arndt, R. Roepell // Scriptores rerum Germanicarum in usum scholarum ex MGH recudi fecit. 1866, p. 93-115[3].

- Rocznik miechowski / wydał A. Bielowski // MPH, T. 2. Lwow, 1872, p. 880—896[4].

## Переводы на русский язык
- Меховские анналы в переводе А. С. Досаева на сайте Восточная литература